# 미나미아라오역
미나미아라오역(일본어: 南荒尾駅)은 일본 구마모토현 아라오시에 있는 규슈 여객철도 가고시마 본선의 역이다.

## 타는 곳
| 역사쪽 | ■ 가고시마 본선 | (하행) | 구마모토 · 야쓰시로 방면 |
| 반대쪽 | ■ 가고시마 본선 | (상행) | 오무타 · 하카타 방면     |

## 역 주변
- 아라오 해수욕장
- 국도 제389호선

## 인접역
| 가고시마 본선      | 가고시마 본선 | 가고시마 본선        |
| ------------------ | ------------- | -------------------- |
| 아라오 모지코 방면 | ■ 보통        | 나가스 가고시마 방면 |